# Џон Форсајт
Џон Форсајт (енгл. John Forsythe; 29. јануар 1918, Пенс Гроув, Њу Џерзи – Санта Инез, 1. април 2010), рођен као Џејкоб Линколн Фраунд (енгл. Jacob Lincoln Freund), био је амерички глумац.
Остварио је низ запажених улога како у позоришту, тако и на филму и телевизији. Форсајт је постао познат као глас Чарлија у ТВ серији и филму Чарлијеви анђели, мада му је највећу славу донела улога нафтног тајкуна Блејка Карингтона у ТВ серији Династија.

## Детињство
Џон је рођен у Пенс Грову, Њу Џерзи. Његов отац је био посредник на њујоршкој берзи, тако је да је Џон заједно са двоје млађе браће одрастао у Бруклину за време велике економске кризе знане као Велика депресија. После завршене средње школе, са 16. година је уписао факултет у Северној Каролини, а у 18. години је радио као коментатор бејзбол утакмица на стадиону Ебетс Филд.

## Филмска каријера и учешће у рату
На очев предлог почиње да се бави глумом, иако се у почетку опирао томе. Године 1939. на једном снимању упознаје глумицу Паркер Макормик, са којом се убрзо и жени. 1943. добијају сина Дела, али се исте те године Џон разводи од ње.
Потписавши уговор са компанијом Warner Bros. добија неколико епизодних, али успешних улога. 1943. на кратко напушта глумачку каријеру придружује се америчкој војсци у Другом светском рату, а појављује се и у једној представи и филму Америчке авијације. Исте године жени се с позоришном глумицом Џули Ворен.
Године 1947. почиње да похађа глумачки течај који је водила организација професионалних глумаца. Ту упознаје доста младих глумаца, као што су Марлон Брандо и Џули Харис. У то време појављује се у неколико представа на Бродвеју.
Почетком 1950-их Џули Ворен му рађа две ћерке, Пејџ и Брук, а 1955. добија прву већу улогу у Алфред Хичкоковом филму Невоље с Харијем. Са Хичкоком ће касније радити и 1969. у филму Топаз. Заједно са Ланом Тернер тумачи главну улогу у филму Мадам Икс, 1966. године.

## Улоге у тв серијама
Године 1957. постаје главни протагониста серије Bachelor Father, која постаје прави хит у Америци, а 1969. добија главну улогу у ситкому To Rome With Love. На тв мрежи Ен-Би-Си добија и шоу програм назван по његовом имену, а у којем су се појавиле и његове ћерке. Свој глас посудио је у виду наратора за научну серију Опстанак, који му је касније донео и ангажман у серији Чарлијеви анђели, где је глумио глас Чарлија. За време снимања Чарлијевих анђела постаје велики пријатељ са Ароном Спелингом, продуцентом серије. Чарлијеви анђели остварују велики успех, а Форсајт постаје најплаћенији телевизијски глумац. Због срчаних проблема 1979. године имао је четири операције, после чега му је уграђен бајпас.

## Династија
Након завршетка серије Чарлијеви анђели, Форсајт је у последњем тренутку добио главну улогу у серији Династија. Џорџ Пепард, који је био планиран за улогу Блејка Карингтона у серији Династија, добио је отказ за време снимања пилот епизоде тако да је на захтев Арона Спелинга у серију ушао Форсајт који је још увек био под Спелинговим уговором. Династија је постала огроман хит широм света, а Форсајту је донела невиђену светску славу чиме је постао икона популарне културе и секс-симбол 1980-их. У периоду између 1985. и 1987. године појављивао се и у Колбијевима, мање популарној спин-оф серији Династије.
Његова улога у Династији поново га је спојила са Линдом Еванс, са којом је глумио у серији Bachelor Father. Форасјт и Евансова, као главни протагонисти Династије појавили су се на насловним странама многих часописа. У јеку популарности Династије, Форсајт је заједно са колегиницама из серије, Џоун Колинс и Линдом Еванс, промовисао модну линију која је настала праћена успехом серије.
За улогу у Династији два пута је добио награду Златни глобус. Три пута заредом био је номинован и за награду Еми, али ниједном је није освојио. Династија се завршила 1989. године, а Форсајт је једини глумац који се појавио у свих 220 епизода серије.

## После Династије
После трогодишње паузе, на мале екране вратио се 1992. главном улогом у ситкому The Powers That Be. Серија није имала велику гледаност, тако да је отказана одмах после прве сезоне.
После 51 године заједничког живота, у болници 15. августа 1994. умире му супруга Џули Ворен. Била је у коми због разних проблема са дисајним органима, а Џон је тада донео најтежу одуку у животу када је одлучио да је лекари скину са апарата који су је одржавали у животу.
Године 2002. оженио се са пословном женом, богаташицом Никол Картер која је 22 године млађа од њега.
Поновио је своју улогу у виду гласа Чарлија у оба наставка филма Чарлијеви анђели. Године 2006. појавио се у специјалу посвећеном серији Династија, заједно са колегама који су глумили у истој.

## Смрт
Форсајту су октобра 2006. године лекари констатовали да има рак дебелог црева. После месец дана проведених у болници пуштен је на кућно лечење.
Преминуо је 1. априла 2010. услед компликација са упалом плућа после једногодишњег лечења од рака.

## Филмографија
| Улоге Џон Форсајт |                                  |               |                       |          |
| Година            | Српски назив                     | Изворни назив | Улога                 | Напомена |
| 1943              | Дестинација Токио                |               | морнар Спаркс         |          |
| 1952              |                                  |               | Џим Остин             |          |
| 1953              |                                  |               | Боб Макавој           |          |
| 1955              | Невоље са Харијем                |               | Сем Марлоу            |          |
| 1956              | Ћерка амбасадора                 |               | поручник Дени Саливан |          |
| 1956              | Све осим истине                  |               | Ерни Милер            |          |
| 1966              | Мадам Икс                        |               | Клејтон Андерсон      |          |
| 1967              |                                  |               | Алвин Дјуи            |          |
| 1969              | Топаз                            |               | Мајкл Нордстром       |          |
| 1969              | Срећан завршетак                 |               | Фред Вилсон           |          |
| 2000              | Чарлијеви анђели                 |               | Чарли                 |          |
| 2003              | Чарлијеви анђели 2: Гас до даске |               | Чарли                 |          |